# Lough Kindrum
Lough Kindrum (Irish: Loch Chionn Droma) est un lac d'eau douce situé dans le nord-est de l'Irlande. Il est situé dans le nord du Comté de Donegal sur la Péninsule du Fanad .

## Géographie
Le Lough Kindrum est à 5 kilomètres (3 mi) au nord-ouest de Portsalon. Il mesure 1.5 km (0.9 mi) de longueur (de l'est à l'ouest) et 1 km (0.6 mi) de profondeur.

## Hydrologie
Le Lough Kindrum est alimenté par l'entrée du Cashlan Stream qui se situe a sont sud-est. Il est aussi alimenté par la Baie de Mulroy qui se situe à son sud. Le Lough Kindrum est indexé dans le Trophic State Index (en) ,.

## Histoire naturelle
Les poissons vivant dans le Lough Kindrum sont des Salmo trutta, des Omble chevalier, des Gasterosteus aculeatus et des Anguille d'Europe (poissons menacés d'extinction). Deux espèces de plantes rares ont été localisées dans le lac: les Najas flexilis et les Nitella spanioclema. Ces dernières espèces sont considérées comme endemiques dans le Comté de Donegal (seuls exemplaires présents dans le Comté de Donegal). Le Kindrum Lough fait partie de la List of Special Areas of Conservation in the Republic of Ireland (en).